# María Marcela
María Marcela  (Puebla, Puebla, Mexikó, 1961. július 24. –) mexikói színésznő.

## Élete és pályafutása
1961. július 24-én született Pueblában. Testvére Martha Patricia López de Zatarain, producer. Karrierjét 1980-ban kezdte. 2007-ben a Yo amo a Juan Querendón című sorozatban szerepelt. 2011-ben megkapta Doña Caro szerepét a Ni contigo ni sin ti című telenovellában.

## Filmográfia

### Telenovellák
- La sombra del pasado (2014)
- La mujer del Vendaval (2012) ....Doña Silvana Berrocal de Casteló
- Ni contigo ni sin ti (2011) .... Carola "Doña Caro" Tinoco Vda. de Lorenti
- Juro que te amo (2008) .... Sara
- Yo amo a Juan Querendón (2007) .... Ana Dávila Escobar
- Piel de otoño (2005) .... Rosario Ruiz de Gutiérrez
- Corazones al límite (2004) .... Sofía Rivadeneira
- Bajo la misma piel (2003) .... Sonia
- María Belén (2001) .... Lucrecia Campos
- El niño que vino del mar (1999) .... Lala
- Una luz en el camino (1998) .... Lorena
- Yo compro esa mujer (1990) .... Narda
- Lo blanco y lo negro (1989) .... Irene O'Neal
- Encadenados (1986) .... Alejandra
- Herencia maldita (1986) .... Susan
- Tú o nadie (1985) .... Carla
- Tú eres mi destino (1984) .... Esperanza
- Caminemos (1980)

### Sorozatok
- Los simuladores (2009) .... Vilma
- La rosa de Guadalupe (2008)
- Mujer, casos de la vida real (2002-2005)